# Lenguas drávidas
Las lenguas drávidas o dravídicas constituyen una familia lingüística que incluye aproximadamente 26 lenguas, habladas principalmente en el sur de la India y Ceilán (Sri Lanka), así como algunas áreas de Pakistán, Nepal y el oeste y centro de la India. Las lenguas drávidas son habladas por más de 250 millones de personas (2020).

## Historia
El origen de las lenguas drávidas, así como su desarrollo posterior, y la época de su diferenciación no están claros. El hecho se debe en parte a la poca investigación lingüística que se ha realizado sobre estas lenguas. Existen algunas similitudes entre las lenguas drávidas y las urálicas, lo que podría sugerir un largo contacto entre estas familias de lenguas en algún momento, aunque un origen común parece descartado [cita requerida]. Ha habido intentos de relacionar el grupo con las lenguas japónicas, el vasco, el coreano, el sumerio, las lenguas aborígenes australianas y la lengua desconocida de la civilización del Indo. Otra propuesta es la que relaciona las lenguas dravídicas con el idioma elamita.
Leyendas comunes a muchos grupos hablantes de lenguas drávidas colocan su origen en un vasto continente en el sur que se ha hundido en el océano. Sin embargo, muchos lingüistas favorecen la teoría de que las lenguas se han expandido hacia el sur y el este a través del subcontinente indio, basándose en el hecho de que las lenguas drávidas del sur muestran restos de contactos con otras lenguas que las del norte no poseen. El protodrávida se dividió con toda probabilidad en tres variedades: septentrional, central y meridional hacia el 1500 a. C., aunque algunos lingüistas, apoyándose en la gran diferenciación de las subfamilias, mencionan fechas más tempranas.
La existencia de la familia de lenguas drávidas fue mencionada por primera vez en 1816 por Alexander D. Campbell en su gramática del télugu Grammar of the Teloogoo Language. En el libro, él y Francis W. Ellis afirmaban que el támil y el télugu eran descendientes de un ancestro común no indoeuropeo. Sin embargo, no fue hasta 1856 que Robert Caldwell publicó su Comparative grammar of the Dravidian or South-Indian family of languages, que expandió enormemente el número de lenguas pertenecientes a la familia y la estableció como una de las grandes familias lingüísticas del mundo. Caldwell acuñó el término de "drávidas" del sánscrito drāvida, que se empleó en un texto del siglo VII para referirse a las lenguas del sur de la India. La publicación del diccionario etimológico Dravidian etymological dictionary por T. Burrow y M. B. Emeneau fue un hito de la lingüística drávida.

## Estudios sobre las lenguas drávidas
Mapa de distribución de las lenguas dravídicas del Linguistic Survey of India (1906) 
El texto sánscrito del siglo XIV Lilatilakam, una gramática de Manipravalam, afirma que las lenguas habladas de las actuales Kerala y Tamil Nadu eran similares, denominándolas «Dramiḍa». El autor no considera las lenguas «Karṇṇāṭa» (kannada) y «Āndhra» (telugu) como «Dramiḍa», porque eran muy diferentes de la lengua del «Tamil Veda» (Tiruvaymoli), pero afirma que algunas personas las incluirían en la categoría de «Dramiḍa».
En 1816, Francis Whyte Ellis argumentó que el tamil, el telugu, el canarés, el malabar, el tulu y el kodava descendían de un antepasado común no indoeuropeo. Apoyó su argumento con una comparación detallada del vocabulario no sánscrito del telugu, el canarés y el tamil, y también demostró que compartían estructuras gramaticales. En 1844, Christian Lassen descubrió que el brahui estaba emparentado con estas lenguas. En 1856, Robert Caldwell publicó su Comparative Grammar of the Dravidian or South-Indian Family of Languages (Gramática comparativa de la familia de lenguas dravídicas o del sur de la India), que amplió considerablemente el paraguas dravídico y estableció el dravídico como uno de los principales grupos lingüísticos del mundo.
En 1961, T. Burrow y M. B. Emeneau publicaron el Diccionario Etimológico Dravidiano (Dravidian Etymological Dictionary), con una importante revisión en 1984.

## Nombre
Caldwell acuñó el término «dravidiano» (dravidian) para esta familia de lenguas, basándose en el uso de la palabra sánscrita Draviḍa en la obra Tantravārttika de Kumārila Bhaṭṭa

La palabra que he elegido es 'dravidiano', de Drāviḍa, la forma adjetival de Draviḍa. Este término, es cierto, se ha utilizado a veces, y todavía se utiliza a veces, en un sentido casi tan restringido como el del propio tamil, por lo que, aunque en general es el mejor término que puedo encontrar, admito que no está perfectamente libre de ambigüedad. Es un término que ya ha sido utilizado más o menos distintivamente por los filólogos sánscritos, como un apelativo genérico para los pueblos del sur de la India y sus lenguas, y es el único término que parecen haber utilizado alguna vez de esta manera. Por lo tanto, no tengo ninguna duda sobre la conveniencia de adoptarlo.

    - Robert Caldwell

El origen de la palabra sánscrita drāviḍa es la palabra tamil Tamiḻ. Kamil Zvelebil cita las formas dramila (en la obra sánscrita Avantisundarīkathā de Daṇḍin) y damiḷa (que se encuentra en la crónica Mahavansha de Sri Lanka (Ceilán)) y luego continúa diciendo, «Las formas damiḷa/damila proporcionan casi con toda seguridad una conexión de dr(a/ā)viḍa» con el nombre indígena de la lengua tamil, siendo la derivación probable "*tamiḻ > *damiḷ > damiḷa- / damila- y además, con el intrusivo, 'hipercorrecto' (o quizás analógico) -r-, en dr(a/ā)viḍa. La alternancia -m-/-v- es un fenómeno bastante común en la fonología dravidiana".

## Clasificación

### Filogenia
El árbol de la familia drávida sería el siguiente:

|  | Dravídico septentrional                                                       |
|  |                                                                               |
|  | Dravídico central                                                             |
|  |                                                                               |
|  | \| \| Dravídico surcentral \| \| \| \| \| \| Dravídico meridional \| \| \| \| |
|  |                                                                               |
|  | Dravídico surcentral                                                          |
|  |                                                                               |
|  | Dravídico meridional                                                          |
|  |                                                                               |

|  | Dravídico surcentral |
|  |                      |
|  | Dravídico meridional |
|  |                      |

### Lista de lenguas drávidas
En negrita las lenguas oficiales en la India:

#### Meridionales
- Támil (unos 75 millones de hablantes)
- Canarés (kannaḍa; unos 44 millones de hablantes)
- Malabar (o Malayalam; unos 37 millones de hablantes)
- Tulu (también llamado Kanara, unos 1,85 millones de hablantes)
- Toda (unos 1.560 hablantes)
- Kodagu (o Kota)
- Koraga
- Badaga
- Kurumba
- Irula
- Kodava thakk

#### Suroccidentales
- Télugu (తెలుగు; tiene unos 83 millones de hablantes)
- Gondi (unos 2,98 millones de hablantes)
- Konda (unos 20.000 hablantes)
- Manda (unos 4.040 hablantes)
- Pengo (unos 1.300 hablantes)
- Kui (Khondi; unos 510.000 hablantes)
- Kuvi (unos 155.000 hablantes)

#### Centrales
- Kolami (122.000 hablantes)
- Naiki (unos 10.000 hablantes)
- Paryi (o Parji; unos 44.000 hablantes)
- Gadaba (unos 8.800 hablantes)

#### Septentrionales
- Brahui (unos 2,43 millones de hablantes, la única lengua drávida que no se habla en la India, se habla en Baluchistán, en Pakistán)
- Kúruj (2.280.000 hablantes)
- Malto (unos 234.000 hablantes)

### Relaciones con otras lenguas
La mayoría de los lingüistas cree que las lenguas drávidas no están relacionadas con ninguna otra familia de lenguas. Sin embargo, existen otras hipótesis minoritarias sobre el origen de estas lenguas. 
Algunos estudiosos consideran que las lenguas dravídicas son parte de la hipotética macrofamilia nostrática, y por tanto tendrían un parentesco lejano con otras familias de lenguas de Eurasia, aunque esta hipótesis es muy discutida. Algunos estudiosos incluyen las lenguas drávidas en una familia mayor llamada elamo-drávida, que incluye el antiguo elamita que se hablaba en lo que actualmente es el sudoeste de Irán. 
También se ha propuesto una relación genética entre las lenguas drávidas y las lenguas urálicas. Tyler compiló en 1968 un corpus de 153 cognados entre ambas familias, que incluyen tanto léxicos comunes como algunos morfemas gramaticales. Similarmente, Bouda encontró 137 cognados entre las lenguas urálicas y el protodravídico y 28 cognados comunes tanto del protourálico como del protodravídico y el protoaltaico.

## Descripción lingüística

### Fonología
Las lenguas drávidas son conocidas por la falta de distinción entre oclusivas sordas y sonoras, como el finés. A pesar de que las lenguas drávidas (especialmente el canarés, el malabar y el télugu) tienen muchos préstamos del sánscrito y de otras lenguas indoeuropeas, que distinguen entre la sonoridad y aspiración de los sonidos, a menudo, las palabras prestadas son pronunciadas incorrectamente por hablantes monolingües. De hecho, el alfabeto támil no posee símbolos para oclusivas sonoras o aspiradas.
Las lenguas drávidas también se caracterizan por una distinción a tres bandas entre las articulaciones dentales, alveolares y retroflejas y por poseer un gran número de consonantes líquidas. El inventario consonántico del proto-dravídico viene dado por:
|             | Labial | Dental | Alveolar | Retrofleja  | Palatal | Velar | Glotal |
| ----------- | ------ | ------ | -------- | ----------- | ------- | ----- | ------ |
| Nasal       | *m     | *n̪     | *ṉ       | *ṇ          | *ñ      | (*ṅ)  |        |
| Oclusiva    | *p     | *t̪     | *ṯ       | *ṭ          | *c      | *k    |        |
| Fricativa   |        |        |          | *ḻ (*ṛ, *r̤) |         |       | (*h)   |
| Vibrante    |        |        | *r       |             |         |       |        |
| Aproximante | *v     |        | *l       | *ḷ          | *y      |       |        |

### Gramática

#### Propiedad reversora
Las palabras drávidas tienen la propiedad de que revirtiendo las consonantes y aplicando una serie de transformaciones bien definidas de las vocales se obtiene una palabra distinta de significado parecido. Con el tiempo, una palabra pasa a significar el caso general y la otra un caso particular. Por ejemplo:
erasu 'recoger' / seru 'juntar'
kanu 'mirar' / inuku 'mirar a escondidas'

#### Palíndromos
Un gran número de reversiones resultan en la misma palabra. Dicho de otra forma, las palabras son palíndromos de consonantes. Por ejemplo: amma, appa, aNNa, akka, anna (arroz).
Nota: esto sólo es cierto cuando la lengua se escribe en alfabeto latino, en la escritura propia no son palíndromos.

#### Palabras que comienzan en vocal
Un gran número de palabras comienzan y terminan por vocal, lo que facilita el uso en una lengua aglutinante.
karanu (llorar), elumbu (hueso), adu (eso), avide (allí), idu (esto), illai (no, ausente)
adu-idil-illai (eso-esto-en-ausente = eso está ausente en esto)

### Comparación léxica
Los numerales en diferentes lenguas drávidas son:
| GLOSA | Dravídico septentrional | Dravídico central | Dravídico suroccidental | Dravídico meridional | PROTO- DRAVÍDICO |
| ----- | ----------------------- | ----------------- | ----------------------- | -------------------- | ---------------- |
| '1'   | *or-                    | *okut             | *oṇḍi                   | *on̪d̪u                | *oru-~ *ōr-      |
| '2'   | *ir-                    | *iru-             | *iruṇḍi                 | *irāṇḍu              | *iru-~ *īr-      |
| '3'   | *mur-                   | *muv-             | *mūṇḍi                  | *mūn̪d̪u               | *muv-~ *mū-      |
| '4'   |                         | *nāl-             | *nāl-                   | *nālaku              | *nāl             |
| '5'   |                         | *cayNd-           | *(s)ayuṅg               | *ayñ-                | *cayN-           |
| '6'   |                         | *cāru             | *(s)āru                 | *āru                 | *caṛu-~ *cāṛ-    |
| '7'   |                         | *ēḍu              | *ēṛu-                   | *ēḷu                 | *ēr̤u-            |
| '8'   |                         | *eni-             | *ennimidi               | *eṭṭu                | *eṭṭu~ *eṇ-      |
| '9'   |                         | *tom-             | *tommidi                | *on̪battu             | *oṉ-pak-tu       |
| '10'  |                         | *padi             | *padi                   | *pattu               | *pak-tu          |
En la tabla anterior se ha escrito <d, ḍ> sólo son alófonos de tras nasal o intervocálicos de /t, ṭ/. Los signos especiales usados en la tabla anterior usan signos tradicionalmente usados para las lenguas de India que tienen los siguientes equivalentes en AFI:
- Los signos /ṭ, ḍ, ṇ, ḷ, ṛ/ representan retroflejas que en AFI se desigan como /ʈ, ɖ, ɳ, ɭ, ɽ/).
- El signo /ṅ/ representa la nasal velar designada en AFI como /ŋ/.
- Las vocales /ā, ī, ū/ representan vocales largas (AFI /aː, iː, uː/)

### Influencia del sánscrito
El canarés, el malabar y el télugu han sido relativamente más influenciadas por el sánscrito y han tomado las consonantes aspiradas. Palabras y derivativos sánscritos son comunes en las tres lenguas. El tamil es el menos influenciado y retiene la forma más próxima al protodrávida.